# جرج استونی
جرج جانستون استونی (انگلیسی: George Johnstone Stoney)؛ فیزیک‌دان ایرلندی در سال ۱۸۹۱، به ارتباط اتم با واحدهای باردار الکتریکی (الکترون) پی برد و در واقع کاشف الکترون شناخته می‌شود. استونی با بررسی کارهای فارادی به این نتیجه رسید که واحدهایی از بارهای الکتریکی به اتم‌ها وابسته‌ند و پیشنهاد کرد که این واحدها الکترون نامیده شوند.